# Горобій Олег Володимирович
Олег Володимирович Горобій (7 лютого 1971, Воронеж) — радянський і російський весляр-байдарочник, виступав за збірні СРСР і Росії наприкінці 1980-х — на початку 2000-х років. Семиразовий чемпіон світу, переможець та призер етапів Кубка світу, багаторазовий чемпіон національних першостей, бронзовий призер літніх Олімпійських ігор в Атланті. На змаганнях представляв спортивне товариство «Динамо», заслужений майстер спорту. Також відомий як спортивний чиновник, що працює в Департаменті фізичної культури і спорту адміністрації Воронезької області.

## Життєпис
Олег Горобій народився 7 лютого 1971 року у Воронежі. Активно займатися веслуванням почав у ранньому дитинстві, проходив підготовку під керівництвом тренера Володимира Семенихіна в секції воронезького «Динамо». Першого серйозного успіху досяг у дев'ятнадцять років, коли в складі чотиримісної байдарки на дистанції 500 м спочатку виграв чемпіонат СРСР, а потім чемпіонат світу в польській Познані. 1991 року знову став найкращим у цій дисципліні в запливах національної першості, однак на світовій першості в Парижі посів лише третє місце. Завдяки низці вдалих виступів удостоївся права захищати честь країни на літніх Олімпійських іграх 1992 року в Барселоні, пробився до складу об'єднаної збірної спортсменів з колишніх радянських республік. На байдарці-четвірці, куди також увійшли веслярі Володимир Бобрешов, В'ячеслав Кутузін і Сергій Кірсанов, брав участь у кілометровій гонці, але зрештою їх екіпаж дістався лише стадії півфіналів.
Після остаточного розпаду Радянського Союзу Горобій продовжив брати участь у найбільших міжнародних змаганнях у складі збірної Росії і згодом виграв ще чимало нагород (від 1993 до 2003 року в різних дисциплінах він загалом ставав чемпіоном країни 26 разів). У 1993 році вдало виступив на чемпіонаті світу в Копенгагені, зі своєю четвіркою виграв золото на півкілометровій дистанції й бронзу на кілометровій — за підсумками сезону за видатні спортивні досягнення удостоєний почесного звання «Заслужений майстер спорту Росії».
Одним з найуспішніших сезонів у його кар'єрі вийшов сезон 1994 року, коли на чемпіонаті світу в Мехіко він завоював одразу три золоті медалі: у перегонах на 200, 500 і 1000 м. Рік по тому на світовій першості в німецькому Дуйсбурзі виграв дистанцію 500 м і здобув срібну нагороду на 200 м. Пізніше пройшов кваліфікацію на Олімпіаду 1996 року в Атланті — в чотиримісному екіпажі з Анатолієм Тищенком, Сергієм Верліним і Георгієм Цибульниковим фінішував третім у кілометровому запливі. Також брав участь у півкілометровій програмі двійок, де теж був близьким до призових позицій, проте став четвертим.
1997 року Горобій став семиразовим чемпіоном світу, на змаганнях у канадському Дартмуті був найкращим на дистанції 200 м. З трьох наступних світових першостей незмінно привозив бронзові медалі, 1999 року в Мілані посів третє місце у двухсотметровому запливі, 2001 року в Познані здобув бронзу на кілометровій гонці, у 2003 році в американському Гейнсвіллі був третім на п'ятистах метрах. Крім цього, бувши одним з лідерів національної збірної, їздив на Олімпійські ігри 2000 року в Сідней, де змагався на дистанції 1000 м у двійках (у парі з Євгеном Салаховим) і четвірках (з Салаховим, Тищенком і Романом Зарубіним). В обох дисциплінах зумів дійти до фіналу, але у вирішальних запливах обидва рази фінішував сьомим.
Завершивши кар'єру в олімпійській збірній Росії, Горобій захопився гонками на каное «дракон», зокрема, на чемпіонаті Європи в англійському місті Стоктон-он-Тіс як кермовий 20-місного човна виграв чотири золоті медалі. У 1997 році нагороджений орденом «За заслуги перед Вітчизною» IV ступеня, 2003 року став лауреатом премії «Золотий фонд Воронезької області». Має дві вищі освіти, у 1993 році закінчив Воронезький державний інститут фізичної культури, в 1999-му — юридичний факультет Воронезького державного університету. Нині працює заступником керівника Департаменту фізичної культури і спорту адміністрації Воронезької області.